# Kym Whitley
Kym Elizabeth Whitley es una comediante, actriz y presentadora de podcasts estadounidense. Es conocida por sus papeles en comedias de televisión, como My Brother and Me, Sparks, Animal Practice, The Boondocks, Young & Hungry, The Parkers, The Cleveland Show y Black Dynamite. Whitley fue nominada a un premio BET Comedy de 2004 a la mejor actriz de reparto en una película de taquilla por su papel de Ormandy en la película de comedia de 2003 Deliver Us From Eva.

## Primeros años y educación
Whitley nació en Shaker Heights, Ohio, hija de Kaysonia y William Whitley. Su padre fue socio fundador del estudio de arquitectura negro de Whitley and Whitley. Whitley and Whitley participó en el trabajo en Tower City Center, el Centro de Convocatorias de la Universidad Estatal de Cleveland, la Escuela Secundaria Lincoln, la Sucursal Lee-Harvard de la Biblioteca Pública de Cleveland, el Centro de Servicios Múltiples del Área Central y el desarrollo de la Casa de Huéspedes de la Clínica Cleveland.
También participó en una empresa conjunta para diseñar y construir Jacobs Field (ahora Progressive Field), hogar de los Cleveland Guardians. Asistió a la escuela secundaria Shaker Heights (se graduó en 1979) y a la Universidad Fisk en Nashville, Tennessee. Fue iniciada en el capítulo Alpha Beta de la hermandad de mujeres Delta Sigma Theta.

## Carrera
En 1989, Whitley tuvo su gran oportunidad protagonizando la popular obra de teatro Beauty Shop de Shelly Garrett, que comenzó en Los Ángeles y luego viajó por los Estados Unidos. Los principales papeles de actuación de Whitley incluyen las comedias de situación de corta duración My Brother and Me y Sparks. Ha aparecido como invitada en varias comedias de situación de televisión, incluyendo The Parent 'Hood, Married... with Children, Moesha, That's So Raven, The Parkers, My Wife and Kids y Curb Your Enthusiasm.
También presentó el programa BET de corta duración Oh Drama (2000). Whitley tuvo un pequeño papel en Next Friday como la tía de Craig, Suga. Formó parte de un grupo llamado "The Adults", que contó con actores que eran miembros adultos del elenco en las temporadas anteriores de All That. A principios de la primavera de 2010, Whitley fue coanfitriona con el músico de R&B Brian McKnight en el programa de entrevistas de corta duración The Brian McKnight Show. De 2012 a 2013, Whitley tuvo un papel recurrente en la comedia de BET Let's Stay Together como Charmaine Wax.
El 20 de abril de 2013, su serie documental de telerrealidad titulada Raising Whitley se estrenó en Oprah Winfrey Network, con un total de 1,2 millones de espectadores, lo que la convirtió en el quinto estreno más visto en la historia de la red. OWN ordenó una segunda temporada, que se estrenó el 4 de enero de 2014. Whitley luego se unió al elenco de la comedia televisiva Young & Hungry, que se estrenó en ABC Family (ahora Freeform) en 2014, donde interpretó a la ama de llaves de Josh, Yolanda. El programa duró cinco temporadas y finalizó en 2018. En el 2017, apareció como invitada en la serie web The Bay, donde interpretó a Big Candi. Recibió una nominación al premio Daytime Emmy como actriz de reparto o invitada destacada en una serie dramática diurna digital. En 2018, actuó como invitada en el episodio "Thanksgiving" de Master of None como la tía de Denise, Joyce, y hermana del personaje de Angela Bassett. El episodio ganó un Emmy a la mejor escritura para los actores de Master of None, Aziz Ansari y Lena Waithe. Más tarde, Whitley fue un presentador invitado recurrente en los shows de E! Daily Pop y Nightly Pop. En 2023, interpretó el papel de la tía Nadine en la película You People.

## Vida personal
Whitley tiene dos hermanos mayores, Kyle y Scott. En enero de 2011, adoptó a su hijo, Joshua. En 2013, Whitley y su amigo Rodney Van Johnson lanzaron una línea de camisetas titulada "Don't Feed Me". Las camisetas alertan a los cuidadores sobre los niños que tienen alergias alimentarias específicas.

## Filmografía

### Películas
| Año  | Título                                         | Papel                       | Notas                  |
| ---- | ---------------------------------------------- | --------------------------- | ---------------------- |
| 1995 | Seven Thirty-Five                              | Whitley                     | Cortometraje           |
| 1999 | Silk Hope                                      | Grace                       | Película de televisión |
| 1999 | Beverly Hood                                   | Nola Washington             |                        |
| 2000 | Next Friday                                    | Tía Suga                    |                        |
| 2000 | El profesor chiflado II: La familia Klump      | Invitada de la fiesta       |                        |
| 2000 | A Private Affair                               | Cheryl                      | Película de televisión |
| 2001 | Baby Boy                                       | Host                        |                        |
| 2001 | House Party 4: Down to the Last Minute         | Judy Harris/Mamá de Jon Jon | Directo a video        |
| 2002 | What About Your Friends: Weekend Getaway       | Ms. Wells                   | Película de televisión |
| 2003 | Deliver Us from Eva                            | Ormandy                     |                        |
| 2003 | Love Chronicles                                | Renee                       |                        |
| 2003 | Malibooty!                                     | Donna                       | Directo a video        |
| 2004 | Along Came Polly                               | Gladys                      |                        |
| 2004 | Up Against the 8 Ball                          | Mrs. Thompson               |                        |
| 2005 | The Salon                                      | Lashaunna                   |                        |
| 2005 | The Golden Blaze                               | Mother Johnson (voz)        | Directo a video        |
| 2005 | El hombre perfecto                             | Dolores                     |                        |
| 2005 | L.A. Dicks                                     | Madame Opal                 |                        |
| 2005 | Fun with Dick and Jane                         | Kostmart Training Leader    |                        |
| 2005 | The Catch                                      | Honey Commons               | Película de televisión |
| 2006 | Thugaboo: Sneaker Madness                      | Ms. Attitude (voz)          | Película de televisión |
| 2006 | Thugaboo: A Miracle on D-Roc's Street          | Ms. Attitude (voz)          | Película de televisión |
| 2006 | Robin Harris: Live from the Comedy Act Theater | Ella misma                  | Directo a video        |
| 2008 | College Road Trip                              | Michelle Porter             |                        |
| 2008 | The Hustle                                     | Miss Tanya                  |                        |
| 2008 | Cuttin' da Mustard                             | -                           |                        |
| 2009 | Black Dynamite                                 | Honeybee (voz)              |                        |
| 2009 | I Love You, Man                                | Trabajadora                 |                        |
| 2009 | Donation                                       | Cashier Keisha              | Cortometraje           |
| 2009 | Straight from the Horses Mouth                 | Ella misma                  | Directo a video        |
| 2010 | Heaven Ain't Hard to Find                      | Sis. Hattie May             |                        |
| 2010 | Group Sex                                      | Tiffany                     | Directo a video        |
| 2010 | The Woman in the Red Dress                     | The Detective's Wife        | Cortometraje           |
| 2010 | Something Like a Business                      | Sasha                       |                        |
| 2011 | Rango                                          | Melonee (voz)               | [ 16 ]                 |
| 2011 | Taking Liberties (?)                           | Sarah                       | Cortometraje           |
| 2011 | 35 and Ticking                                 | Shavelle                    | [ 17 ]                 |
| 2011 | Sebastian                                      | Roxanne                     |                        |
| 2011 | We Bought a Zoo                                | Cajera                      |                        |
| 2012 | Boosters                                       | Tina                        |                        |
| 2012 | Silent No More                                 | Ms. Carolyn                 |                        |
| 2012 | Sistaah Friend                                 | Publicista                  | Directo a video        |
| 2012 | C'mon Man                                      | Ella misma                  |                        |
| 2013 | Ticket to Vegas                                | Monik                       |                        |
| 2013 | Anything is Possible                           | Ms. Kim                     |                        |
| 2014 | A Haunted House 2                              | Church Lady                 |                        |
| 2015 | The Biz                                        | Casting Director            | Cortometraje           |
| 2017 | Fist Fight                                     | Operadora de 911            |                        |
| 2018 | She Get it from Her Mama                       | Lena                        | Cortometraje           |
| 2018 | The Weekend                                    | Karen Barber                |                        |
| 2019 | Love Dot Com: The Social Experiment            | Tía Kathy                   |                        |
| 2020 | Pandemically Single                            | Rose Carter                 |                        |
| 2020 | Hubie Halloween                                | Farmer Louise               |                        |
| 2023 | You People                                     | Tía Nadine                  |                        |

### Televisión
| Año     | Título                                    | Papel                     | Notas                                                                                    |
| ------- | ----------------------------------------- | ------------------------- | ---------------------------------------------------------------------------------------- |
| 1992    | Vinnie & Bobby                            | Glodine                   | Episodio: "Spring Is in the Air"                                                         |
| 1994    | My Brother and Me                         | Mrs. Pinckney             | Recurrente                                                                               |
| 1995    | The Parent Hood                           | Muriel                    | Episodio: "Wendell and Muriel's Wedding"                                                 |
| 1995    | Martin                                    | Louisa                    | Episodio: "Uptown Friday Night"                                                          |
| 1996    | Married... with Children                  | Danielle                  | Episodio: "The Hood, the Bud & the Kelly: Part 2"                                        |
| 1996-98 | Sparks                                    | Darice Mayberry           | Protagonista                                                                             |
| 1998    | The Wayans Bros.                          | Phyllis                   | Episodio: "Misery"                                                                       |
| 1998    | Sports Theater with Shaquille O'Neal      | Instructor                | Episodio: "Scrubs"                                                                       |
| 1999    | Arli$$                                    | Susan Caldwell            | Episodio: "Our Past, Our Present, Our Future"                                            |
| 2000    | Intimate Portrait                         | Ella misma                | Episodio: "Robin Givens"                                                                 |
| 2000    | Grown Ups                                 | Kim                       | Episodio: "Valentine J"                                                                  |
| 2000    | Moesha                                    | Gertrude Lowe             | Episodio: "The Candidate"                                                                |
| 2001-02 | Oh, Drama!                                | Ella misma/presentadora   | Presetadora principal                                                                    |
| 2001-04 | The Parkers                               | Gertrude "Gertie" Lowe    | Recurrente                                                                               |
| 2002    | My Wife and Kids                          | Wanda                     | Recurrente: Temporada 2                                                                  |
| 2003    | The Proud Family                          | Caramel Jones/Mamma (voz) | Episodio: "Hooray for Iesha" & "Adventures in BeBe-Sitting"                              |
| 2003    | The Real Roseanne Show                    | Ella misma                | Episodio: "Domestic Goddess"                                                             |
| 2004    | Wanda Does It                             | Ella misma                | Episodio: "Wanda Does Photos"                                                            |
| 2004    | Discovery Health Celebrity Body Challenge | Ella misma                | Episodio: "Spa Day"                                                                      |
| 2004    | Curb Your Enthusiasm                      | Monena                    | Episodio: "The Car Pool Lane"                                                            |
| 2004    | Significant Others                        | Nurse                     | Episodio: "Intercourse, an Official Gathering & a Big Fat Lie"                           |
| 2004    | 1-800-Missing                             | Dominique Shaw            | Episodio: "Domestic Bliss"                                                               |
| 2004    | One on One                                | Liza                      | Episodio: "Who Brought the Jive Turkey?"                                                 |
| 2005    | That's So Raven                           | Cousin Vicky              | Episodio: "Country Cousins: Part 1 & 2"                                                  |
| 2005    | Harvey Birdman, Attorney at Law           | Waitress/Norlisa (voz)    | Episodio: "Booty Noir" & "Harvey's Civvy"                                                |
| 2005    | Grey's Anatomy                            | Yvonne                    | Episodio: "Into You Like a Train"                                                        |
| 2005-10 | The Boondocks                             | Various Characters (voz)  | Recurrente                                                                               |
| 2006    | Love, Inc                                 | Arsenetta                 | Episodio: "Arrested Development"                                                         |
| 2006    | Reno 911!                                 | Kay Kay                   | Episodio: "The Junior Brothers"                                                          |
| 2006    | Class of 3000                             | Drama Student (voz)       | Episodio: "Peanuts! Get Yer Peanuts!"                                                    |
| 2006    | Standoff                                  | Angela Worthington        | Episodio: "Accidental Negotiator"                                                        |
| 2007    | Comics Unleashed                          | Ella misma                | Invitada recurrente                                                                      |
| 2008    | 1st Amendment Stand Up                    | Ella misma                | Episodio: "Kym Whitley/Ray Lipowski/Steve Brown"                                         |
| 2008    | Baisden After Dark                        | Ella misma                | Episodio: "Shacking Up"                                                                  |
| 2008-09 | Hasta que la muerte nos separe            | Tina                      | Recurrente: Temporada 3                                                                  |
| 2009    | Black to the Future                       | Ella misma                | Serie de televisión                                                                      |
| 2009-13 | The Cleveland Show                        | Tía Momma (voz)           | Recurrente                                                                               |
| 2010    | The Brian McKnight Show                   | Ella misma/copresentadora | Copresentadora principal                                                                 |
| 2010    | Curb: The Discussion                      | Ella misma                | Episodio: "The Lefty Call"                                                               |
| 2010    | RnB Live Hollywood presents               | Ella misma                | Serie de televisión                                                                      |
| 2010    | School Pride                              | Ella misma                | Protagonista                                                                             |
| 2010    | Jonas                                     | Officer Evie              | Episodio: "And... Action!"                                                               |
| 2010-11 | Meet the Browns                           | Yvonne                    | Episodio: "Meet the Neighbor" & "Meet the Knock-Off"                                     |
| 2011    | A Series of Unfortunate People            | Dr. Kent                  | Episodio: "She's in a Better Place"                                                      |
| 2011    | Childrens Hospital                        | Black Administrator       | Episodio: "The Black Doctor"                                                             |
| 2011    | Nick Swardson's Pretend Time              | Baneequwa                 | Episodio: "Show Me on the Doll"                                                          |
| 2011    | Hot in Cleveland                          | Jada                      | Episodio: "Elka's Choice"                                                                |
| 2011-12 | Las desventuras de Tim                    | Tanya Miller (voz)        | Recurrente: Season 3                                                                     |
| 2011-14 | Let's Stay Together                       | Charmaine Wax             | Recurrente: Temporada 1-2, Invitada: Temporada 4                                         |
| 2011-15 | Black Dynamite                            | Honeybee (voz)            | Protagonista                                                                             |
| 2012-13 | Animal Practice                           | Juanita                   | Protagonista                                                                             |
| 2013    | Mommy in Chief                            | Ella misma                | Episodio: "Actress Kym Whitley Talks New Baby & Food Allergies for Kids"                 |
| 2013    | Wanda Sykes Presents Herlarious           | Ella misma                | Episodio: "Kym Whitley"                                                                  |
| 2013    | Exhale                                    | Ella misma                | Episodio: "Entertainment"                                                                |
| 2013    | 2 Broke Girls                             | Shirley                   | Episodio: "And the Big Hole" & "And the Worst Selfie Ever"                               |
| 2013-14 | Baby Daddy                                | Margaret Jenson           | Episodio: "Whatever Lola Wants" & "An Affair Not to Remember"                            |
| 2013-16 | Raising Whitley                           | Ella misma                | Protagonista                                                                             |
| 2014    | Mind of a Man                             | Ella misma                | Invitada recurrente                                                                      |
| 2014    | Apollo Night LA                           | Ella misma                | Episodio: "ANLA 024"                                                                     |
| 2014    | Oprah's Lifeclass                         | Ella misma                | Episodio: "Oprah, Iyanla, Actress Nia Long & Tyler Perry: The Single Moms Club Part 2"   |
| 2014    | London Garcia Entertainment Show          | Ella misma                | Episodio: "Ernest Borgnine Tribute honoring Joe Mantegna"                                |
| 2014    | The King Assassin Show                    | Ella misma                | Protagonista                                                                             |
| 2014    | Life with La Toya                         | Ella misma                | Episodio: "What Happens in Vegas..." & "The Big Announcement"                            |
| 2014    | One Love                                  | Mrs. Frock                | Episodio: "Tea-Ball"                                                                     |
| 2014-18 | Young & Hungry                            | Yolanda                   | Protagonista                                                                             |
| 2015    | Comedy Bang! Bang!                        | Aunt Cudi                 | Episodio: "Judy Greer Wears a Navy Blouse and Strappy Sandals"                           |
| 2015-16 | The Bay                                   | Big Candi                 | Recurrente: Temporada 4                                                                  |
| 2016    | Kocktails with Khloé                      | Ella misma                | Episodio: "The Happiest Hour"                                                            |
| 2016    | It's Not You, It's Men                    | Ella misma                | Episodio: "The Playbook Exposed"                                                         |
| 2016    | Botched                                   | Ella misma                | Episodio: "Pinched Perfect"                                                              |
| 2016    | Celebrity Food Fight                      | Ella misma                | Episodio: "Greg Grunberg Goes Gooey"                                                     |
| 2016    | Celebrity Name Game                       | Ella misma                | Episodio: "David Alan Grier & Kym Whitley #1-#3"                                         |
| 2016    | Hollywood Game Night                      | Ella misma                | Episodio: "Back to the Game Night"                                                       |
| 2017    | Chopped Junior                            | Ella misma/Juez           | Episodio: "Let's Taco 'Bout It"                                                          |
| 2017    | Face Value                                | Ella misma                | Episodio: "Kym Whitley vs Donnell Rawlings"                                              |
| 2017    | Hollywood and African Prestigious Awards  | Ella misma/presentadora   | Presentadora principal                                                                   |
| 2017    | Master of None                            | Joyce                     | Episodio: "Thanksgiving"                                                                 |
| 2017    | Curb Your Enthusiasm                      | Monena                    | Episodio: "Never Wait for Seconds!"                                                      |
| 2017    | Harvey Beaks                              | MC Queen                  | Episodio: "Princess Wants a Mom"                                                         |
| 2018    | Marlon                                    | Lovey                     | Episodio: "Sisters"                                                                      |
| 2018    | Forever                                   | Sharon                    | Recurrente                                                                               |
| 2019    | My Big Fat Fabulous Life                  | Ella misma                | Episodio: "The Skinny - Game Night"                                                      |
| 2019    | Unsung                                    | Ella misma                | Episodio: "Kenny Lattimore"                                                              |
| 2019    | Worst Cooks In America: Celebrity Edition | Ella misma                | Protagonista: Temporada 16                                                               |
| 2019    | Hollywood Game Night                      | Ella misma                | Episodio: "Jane's New Diggs"                                                             |
| 2019    | Match Game                                | Ella misma                | Episodio: "Chris Parnell/Kym Whitley/Rob Riggle/Caitlyn Jenner/Jay Pharoah/Sarah Chalke" |
| 2019    | Uncensored                                | Herself                   | Episodio: "LisaRaye McCoy"                                                               |
| 2019    | Fuller House                              | Mayor Boone               | Episodio: "The Mayor's Bird"                                                             |
| 2019    | The Neighborhood                          | LaTonya                   | Episodio: "Welcome to Bowling"                                                           |
| 2019-20 | 25 Words or Less                          | Ella misma                | Invitada recurrente                                                                      |
| 2020    | Iyanla: Fix My Life                       | Ella misma                | Episodio: "The Masks We Wear"                                                            |
| 2020    | blackAF                                   | Tía Nadine                | Episodio: "yo, between you and me... this is because of slavery"                         |
| 2020    | Two Degrees                               | Kym                       | Episodio: "DATING MYself"                                                                |
| 2020    | Mr. Iglesias                              | Mrs. Webber               | Episodio: "Playing Favorites"                                                            |
| 2020-21 | Twenties                                  | Esther                    | Recurrente                                                                               |
| 2020-22 | Daily Pop                                 | Ella misma/copresentadora | Recurring Co-Host                                                                        |
| 2021    | Uncensored                                | Ella misma                | Episodio: "Kym Whitley"                                                                  |
| 2021    | The Big Holiday Food Fight                | Ella misma/presentadora   | Episodio: "Battle of the Spices"                                                         |
| 2021    | Baby Shark's Big Show!                    | Toothfish Fairy (voz)     | Episodio: "Baby Tooth/Slobber Slug"                                                      |
| 2021    | Call Your Mother                          | Barbara                   | Episodio: "One Bad Mother"                                                               |
| 2021    | The Neighborhood                          | LaTonya                   | Episodio: "Welcome to the Invasion"                                                      |
| 2021-22 | Made For Love                             | Judiff                    | Recurrente                                                                               |
| 2022    | Phat Tuesdays: The Era Of Hip Hop Comedy  |                           |                                                                                          |
| 2022    | I Love Us                                 | Ella misma/presentadora   | Presentadora principal                                                                   |
| 2022    | Guy's Ultimate Game Night                 | Ella misma/concursante    | Episodio: "Greetings from Flavortown"                                                    |
| 2022    | The Upshaws                               | Althea Turner             | Episodio: "Sista, Sista"                                                                 |
| 2022    | Loot                                      | Renee                     | Episodio: "Spades Night"                                                                 |
| 2023    | Act Your Age                              | Angela                    | Protagonista                                                                             |
| 2023    | History of the World, Part II             | Florynce Kennedy          | Recurrente                                                                               |
| 2023    | A Black Lady Sketch Show                  | Christine                 | Episodio: "Pre-Ph.D, Based on a Novel by Sapphire"                                       |

### Documentales
| Año  | Título                                 |
| ---- | -------------------------------------- |
| 2007 | Angels Can't Help But Laugh            |
| 2009 | Standing-n-Truth: Breaking the Silence |
| 2009 | Secrets of Life                        |
| 2011 | Saggin' in the A-T-L...                |
| 2013 | Why We Laugh: Funny Women              |